# Квак малайський
Квак малайський (Gorsachius melanolophus) — вид птахів родини чаплевих (Ardeidae).

## Поширення
Вид поширений в Індії, Непалі, Таїланді, Лаосі, Камбоджі, В'єтнамі, південному Китаї, Тайвані, Японії, Філіппінах і деяких частинах Індонезії. Населяє дощові субтропічні ліси. Він також трапляється вздовж струмків, річок, боліт і дамб.

## Опис
Довжина тіла 45–51 см; маса тіла 377—451 г; розмах крил 86–87 см. Голова і шия каштанового кольору, а крила чорні з білими кінчиками. У молодих особин голова і шия чорні, а крила темно-бурі.

## Спосіб життя
Дорослі особини добувають їжу в сутінках або вночі, вони типові одинаки. Вони також мігрують поодинці. Харчуються в основному дрібними тваринами: дощовими черв'яками, жуками, а також молюсками, ящірками, жабами і, можливо, дрібною рибою.
Період розмноження залежить від ареалу: в Індії з травня по серпень, на Тайвані з квітня по вересень, чіткого періоду розмноження в цілорічних районах немає. Також точно не встановлений період міграції, так як цей птах кочує поодинці і переважно вночі.